# Medal of Honor (jeu vidéo, 1999)
Pour les articles homonymes, voir Medal of Honor (homonymie).
Medal of Honor est un jeu vidéo de tir à la première personne développé par DreamWorks Interactive et édité par Electronic Arts en novembre 1999 en Amérique du Nord, puis en décembre en Europe. C'est le premier opus de la série de jeux vidéo Medal of Honor. Le jeu est réédité en juin 2009 sur le PlayStation Network,.
Le joueur incarne un soldat de l'Office of Strategic Services durant la Seconde Guerre mondiale. Le scénariste est Steven Spielberg et le compositeur Michael Giacchino.

## Trame
En 1944, après un acte héroïque, le lieutenant Jimmy Patterson est repéré et recruté par le bureau des services stratégiques (OSS). Les missions confiées à ce soldat doivent permettre d'accélérer la chute prochaine du régime nazi. Cela va du combat simple des soldats allemands au sabotage d'infrastructures en passant par le contact avec des groupes de résistants.

## Système de jeu
Medal of Honor est un jeu de tir à la première personne. Lors de chaque mission, le joueur évolue dans un décor sombre et parfois labyrinthique. Il croise de nombreux ennemis à éliminer, qui sont de mieux en mieux armés et de plus en plus habiles au tir au fur et à mesure de l'avancée dans le jeu. Ils sont parfois accompagnés de chiens.
Le joueur doit en outre veiller à sa santé et à ne pas tomber à court de munitions. Heureusement, il peut récupérer des armes et des produits médicaux au cours des missions.

### Armes disponibles dans le jeu
Américaines :
- M1 Garand
- Colt M1911
- M1A1 Thompson
- Browning Automatic Rifle
- Winchester Model 12
- Grenade Mark II
- Bazooka

Allemandes :
- MP40
- Walther P38
- Karabiner 98k
- Panzerschreck
- Stielhandgranate

## Liste des missions
- Sauver l'officier du G3
  - Retrouver l'avion abattu
  - Recherches en ville
  - Traque dans les égouts
- Détruire le puissant canon Greta
  - Incognito dans la gare
  - Trouver le paquet cadeau
  - Canyon du rail
  - Rencontre avec Greta
- Saborder Das Boot 4901
  - Clandestin sur le Wolfram
  - Les toits de Dachsmag
  - L'antre du chasseur
  - En plongée !
- Attaquer l'imprenable Fort Schmerzen
  - La forêt de Siedfried
  - Quartier des officiers
  - Gaz moutarde
- Saboter la centrale de Rjukan
  - Conduite forcée
  - Générateurs de chaos
  - Trahison au Telemark
  - Eau lourde
- S'emparer du trésor des Nazis
  - Col de montagne
  - Mine de Merker
  - Butin de guerre
- S'évader de l'usine de V2
  - Assemblage de V1
  - Production de V2
  - Crépuscule des Dieux

## Accueil
Medal of Honor reçoit des critiques très positives de la presse spécialisée. Les sites GameRankings et Metacritic lui attribuent respectivement un score de 87 et 92 %,
En 2002, le site web IGN classe le jeu au 21e rang de son Top 25 Games of all Time (traduction littérale : 25 meilleurs jeux de tous les temps). Edge award 2000 : meilleur son.